# Bodoquena (microregio)
Bodoquena is een van de elf microregio's van de Braziliaanse deelstaat Mato Grosso do Sul. Zij ligt in de mesoregio Sudoeste de Mato Grosso do Sul en grenst aan de microregio's Aquidauana, Baixo Pantanal en Dourados. De microregio heeft een oppervlakte van ca. 22.612 km². In 2009 werd het inwoneraantal geschat op 105.573.
Zeven gemeenten behoren tot deze microregio:
- Bela Vista
- Bodoquena
- Bonito
- Caracol
- Guia Lopes da Laguna
- Jardim
- Nioaque

Mesoregio's: Centro-Norte de Mato Grosso do Sul · Leste de Mato Grosso do Sul · Pantanal Sul Mato-Grossense · Sudoeste de Mato Grosso do Sul

Microregio's: Alto Taquari · Aquidauana · Baixo Pantanal · Bodoquena · Campo Grande · Cassilândia · Dourados · Iguatemi · Nova Andradina · Paranaíba · Três Lagoas